# Metropolitan Opera House (Lincoln Center)

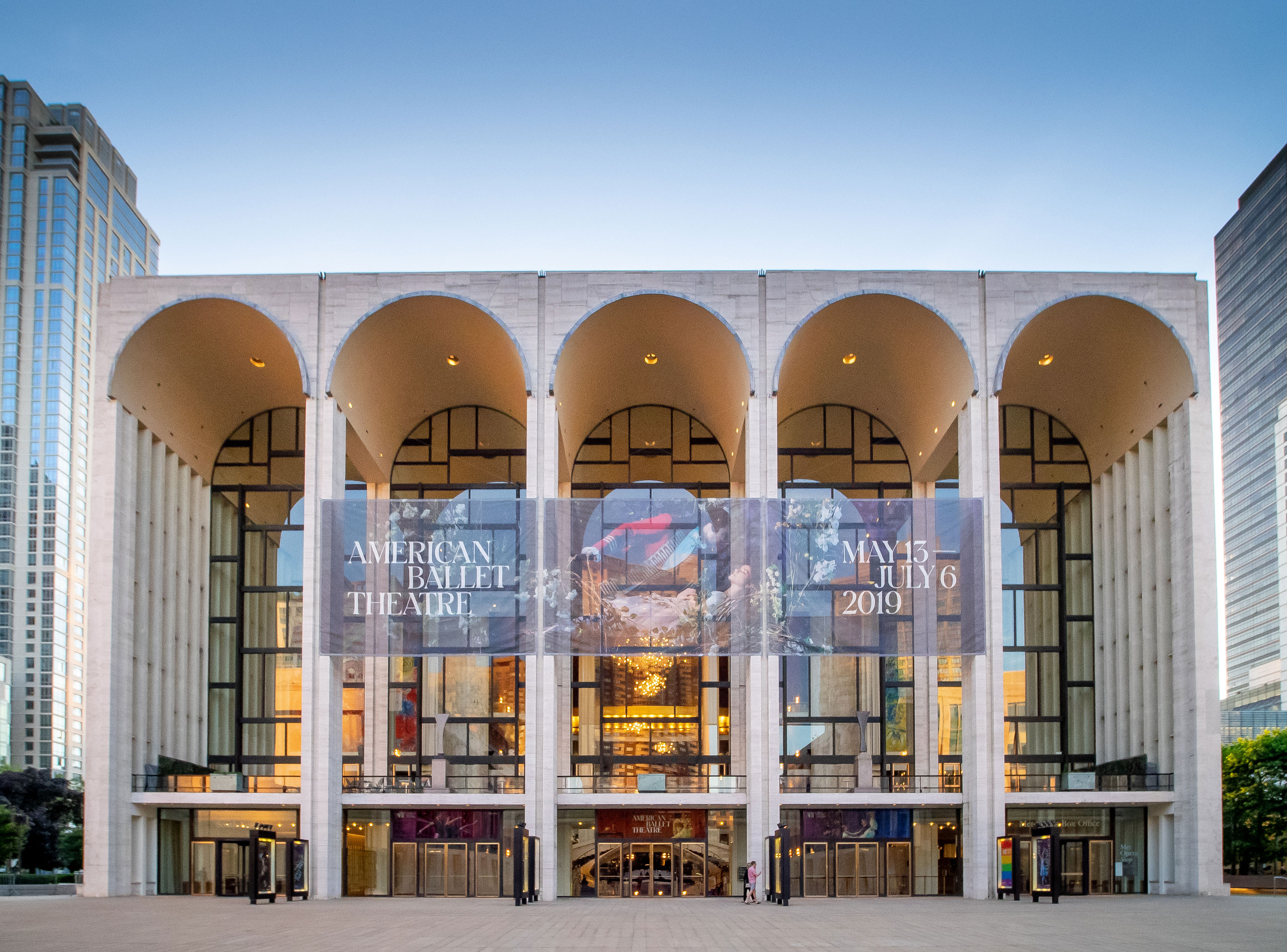
Metropolitan Opera House

O Metropolitan Opera House (também conhecido como The Met) é uma casa de ópera localizada na Broadway na Lincoln Square, no Upper West Side de Manhattan, em Nova York. Parte do Lincoln Center for the Performing Arts, o teatro foi projetado por Wallace K. Harrison. Foi inaugurado em 1966, substituindo o original de 1883 Metropolitan Opera House na Broadway com a 39th Street. Com uma capacidade de aproximadamente 3 850 lugares, a casa é a maior casa de ópera de repertório do mundo. Sede da Metropolitan Opera Company, a instalação também abriga o American Ballet Theatre nos meses de verão.